# Сономин Чімедцерен
Сономин Чімедцерен (монг. Сономын Чимэдцэрэн; 22 грудня 1932, Зуунмод — 2009) — монгольський шаховий композитор.
Викладав математику в Улан-Баторському університеті. З 1965 року опублікував понад 200 шахових задач і етюдів.